# كهوف أوكس بيل ها
نظام أوكس بيل ها (بلغة المايا: Sistema Ox Bel Ha، إختصار لمعنى: مسارات الماء الثلاثة)، هو نظام كهوف تحت-مائية يقع في ولاية كينتانا رو، في المكسيك، وهو أطول كهف تحت الماء في العالم تم إستكشافه، ورابع كهف مع حيث الطول بالمقارنة مع كهوف اليابسة، حتى عام 2017 تم مسح مسافة مقدارها 270.2 كيلومتر (167.9 ميل) من الممرات تحت الماء، كما يوجد في النظام أكثر من 140 سينوتات.

## إسكشافات
في نظام نارانجال الفرعي من الكهوف عثر على ثلاث هياكل عظمية بشرية تعود لعصور ما قبل التاريخ، في جايلهاوس سينوتي المدخل إلى كهوف موكنال ولاس-بالماس تم إيجاد هيكل عظمي لامرأة عمرها بين (18-20 عام) سميت حواء ناهارون [الإنجليزية] يقدر بأنها تعود إلى (117±13،454 ق.ح)، الهيكل وجد على بعد حوالي 368 متر (1,207 قدم) بعيدًا عن جايلهاوس سينوتي، وعلى بعد قرابة 2 كيلومتر (1.2 ميل) عنها وجد هيكل عظمي آخر لامرأة عمرها بين (44-50 عام) سميت (سيدة لاس بالماس) وقدر أنها تعود إلى (203±8،937 ق.ح).
في كهف موكنال الذي يعتبر جزء من نظام نارانجال الفرعي عثر على بقايا لرجل عمره بين (40-50 عام) أطلق عليه (جد ماكنال) قدر بأنه يعود إلى (9،600 ق.ح) وعلى خلاف الإمرأتين السابقتين قدّمت رفاة جد ماكنال دليلًا على وجود دفن ثانوي [الإنجليزية]، وبتحليل هذه الهياكل تم الإستدلال إلى أن نظام كهوف أوكس بيل ها كان يستعمل كموقع مهم لأداء طقوس الدفن.

كما تم التعّرف على جنس جديد من حيوان البيكارية سمّي (Muknalia minima) عن طريق أحفورة لفك سفلي وجدت في كهف موكنال، لكن لاحقًا تم الإعتراف بهذا (كمرادف أصغر) لحيوان بيكارية ذو الياقة.

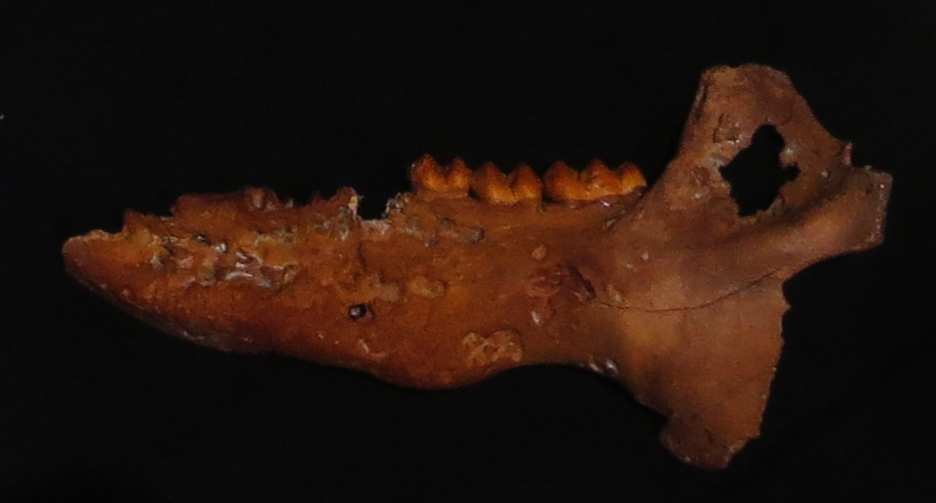
الفلك السفلي الذي تم العثور عليه والذي يعود إلى أحد أنواع البيكارية.
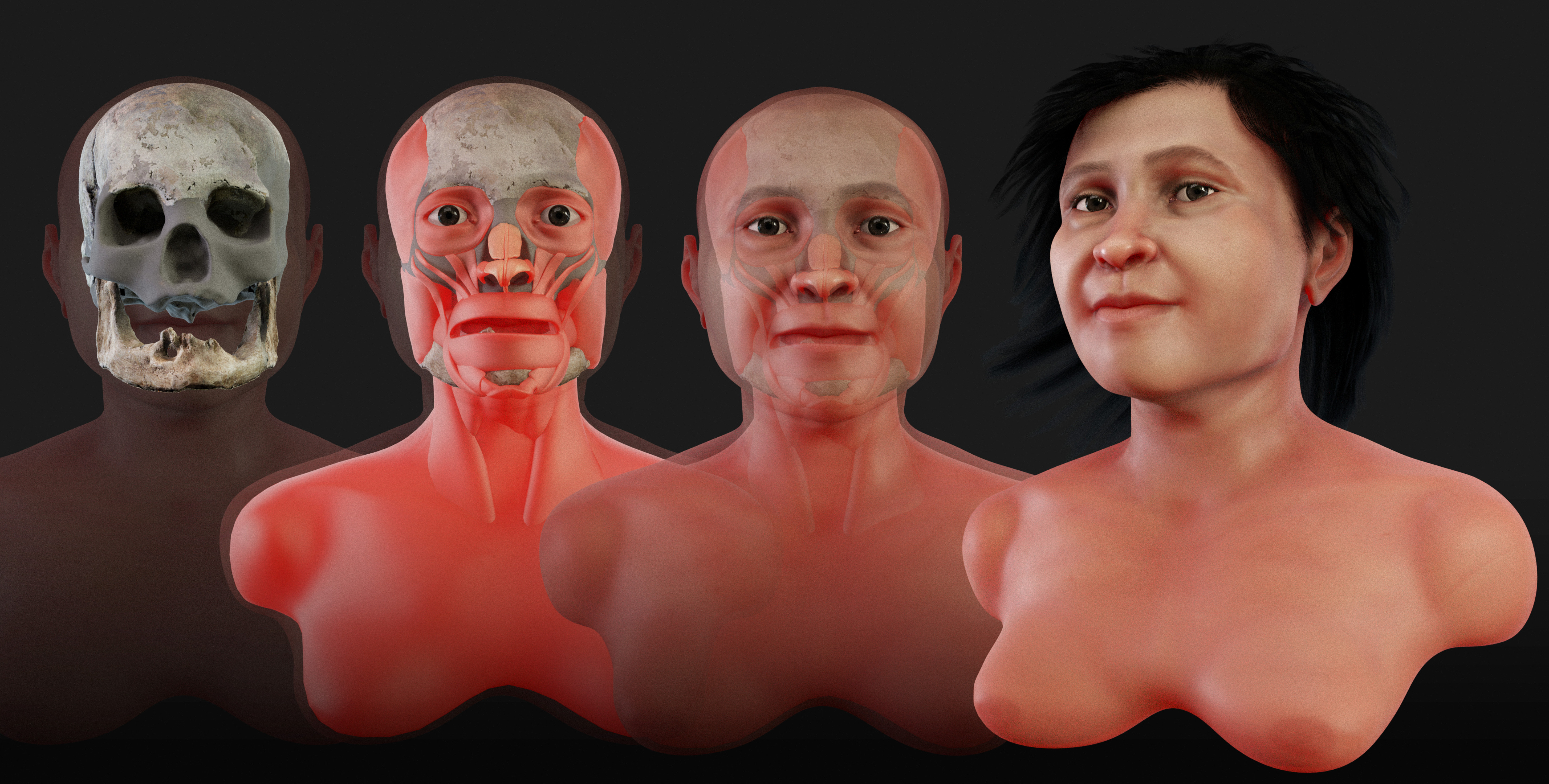
إعادة بناء ملامح الهيكل العظمي المسمى حواء ناهارون [الإنجليزية]، والذي عثر عليه داخل الكهف.